# Saltabarranca (municipalité)
La municipalité de Saltabarranca est l'une des 212 municipalités de l'État de Veracruz, et est située dans la partie sud-est de cet État, au Mexique. Celle-ci se trouve dans la plaine côtière du golfe du Mexique, en retrait de la côte, et appartient au bassin du fleuve Río Papaloapan, dont l'embouchure se situe un peu plus à l'ouest. Son chef-lieu est la ville éponyme de Saltabarranca. Cette municipalité dépend de la région administrative de Papaloapan, qui une des 10 subdivisions administratives de l'État de Veracruz.

## Géographie
La municipalité de Saltabarranca s'étend du nord au sud sur le flanc oriental du bassin du fleuve Río Papaloapan. Elle est traversée du nord au sud par la rivière San Agustín, qui conflue ensuite avec la rivière Tecolapan, laquelle rejoint plus nord-ouest le fleuve Río Papaloapan. Son chef-lieu est la ville éponyme de Saltabarranca, qui se trouve dans la partie nord de son territoire. Celui-ci couvre une superficie de 108,7 km2, et était peuplé en de 6147 habitants, pour une densité de 56,5 habitants par km2.
La municipalité est limitrophe au nord de celle de Lerdo de Tejada, à l'ouest de celle de Tlacotalpan, au sud de celle de Santiago Tuxtla, et à l'est de celle de Ángel R. Cabada.

## Composition et démographie
La municipalité était composée en 2015 de 45 localité, dont une seule était considérée comme urbaine, les autres étant rurales.
| Localité                       | Population |
| ------------------------------ | ---------- |
| Saltabarranca                  | 3215       |
| Zamora Caletón                 | 1127       |
| Carlos Huerta Nájera (La Cruz) | 460        |
| El Rincón Caletón              | 362        |
| Boca de la Sierra              | 134        |
| Reste des localités            | 610        |
| Total population               | 5908       |

## Histoire
La municipalité de Saltabarranca est créée en 1824, mais disparaît en 1861.
En 1901, la congrégation Naranjal (actuelle ville de Lerdo de Tejada, dans la municipalité voisine), est désignée comme chef-lieu de la municipalité à laquelle appartient Saltabarranca.
La municipalité de Saltabarranca est recréée en 1923.

## Économie

### Agriculture et élevage
La superficie des parcelles semées représentait en 2019 une surface totale de 1936 hectares, parmi lesquels 1804 hectares étaient voués à la culture de la canne à sucre, et 132 hectares voués à celle du maïs.

En 2019, la production de viande par tonnes comprenait 493,5 tonnes de viande bovine, 72,5 tonnes de viande porcine, 9,1 tonnes de viande ovine, 37 tonnes de volailles, et 12,6 tonnes de dinde. La superficie vouée à l'élevage représentait alors 4855 hectares.